# Dexosarcophaga itaqua
Dexosarcophaga itaqua är en tvåvingeart som beskrevs av Carroll William Dodge 1966. Dexosarcophaga itaqua ingår i släktet Dexosarcophaga och familjen köttflugor. Inga underarter finns listade i Catalogue of Life.